# Клинов, Игорь Петрович
Игорь Петрович Клинов (1922, дер. Большой Двор, Череповецкая губерния — 1 августа 1944, у села Лиза Стара, Польша) — младший сержант Рабоче-крестьянской Красной Армии, участник Великой Отечественной войны, Герой Советского Союза (1945).

## Биография
Родился в 1922 году в деревне Большой Двор (ныне — Череповецкий район Вологодской области). С 1934 года вместе с семьёй проживал в Рыбинске, где окончил девять классов школы и работал столяром.
В 1941 году был призван на службу в Красную Армию. С августа того же года — на фронтах Великой Отечественной войны. К августу 1944 года младший сержант И. П. Клинов был наводчиком станкового пулемёта 766-го стрелкового полка 217-й стрелковой дивизии 48-й армии 1-го Белорусского фронта. Отличился во время освобождения Польши.
1 августа 1944 года в районе села Лиза Стара в 35 километрах к юго-западу от Белостока расчёт И. П. Клинова выдвинулся во фланг роты для поддержки её наступления. Во время немецкой контратаки своим пулемётным огнём отсёк пехоту противника от танков. В том бою он получил два ранения, но продолжал сражаться. Не оставив своей позиции, погиб под гусеницами немецкого танка. Похоронен на месте боя.
Указом Президиума Верховного Совета СССР от 24 марта 1945 года за «образцовое выполнение боевых заданий командования на фронте борьбы с немецкими захватчиками и проявленные при этом мужество и героизм» посмертно был удостоен звания Героя Советского Союза. Был также награждён орденом Ленина и рядом медалей.